# Grand Prix-wegrace van Duitsland 1969
De Grand Prix-wegrace van Duitsland 1969 was de tweede Grand Prix van het wereldkampioenschap wegrace in het seizoen 1969. De races werden verreden op 11 mei 1969 op de Hockenheimring nabij Hockenheim. Alle klassen kwamen aan de start.

## Algemeen
De Duitse Grand Prix trok 80.000 toeschouwers. Tijdens de trainingen kwam Renzo Pasolini ten val, waarbij hij een sleutelbeen brak.

## 500cc-klasse
Net als in de 350cc-race verbeterde Agostini in Duitsland ook in de 500cc-race het ronderecord. Hij won zonder tegenstand. Karl Hoppe werd met zijn Métisse-URS tweede, maar had al meer dan een ronde achterstand. Jack Findlay (LinTo) finishte als derde.
| Pos | Coureur             | Merk             | Tijd      | Punten |
| --- | ------------------- | ---------------- | --------- | ------ |
| 1   | Giacomo Agostini    | MV Agusta        | 1:07"20'1 | 15     |
| 2   | Karl Hoppe          | Métisse-URS      | +1 ronde  | 12     |
| 3   | Jack Findlay        | LinTo            | +1 ronde  | 10     |
| 4   | John Dodds          | LinTo            | +1 ronde  | 8      |
| 5   | Rob Fitton          | Norton           | +1 ronde  | 6      |
| 6   | Gyula Marsovszky    | LinTo            | +2 ronden | 5      |
| 7   | Gilberto Milani     | Aermacchi        | +2 ronden | 4      |
| 8   | Kel Carruthers      | Aermacchi        | +2 ronden | 3      |
| 9   | Godfrey Nash        | Norton           | +2 ronden | 2      |
| 10  | Ron Chandler        | Seeley-Matchless | +2 ronden | 1      |
| 11  | Ferdinand Kaczor    | BMW              |           |        |
| 12  | Dan Shorey          | Seeley-Matchless |           |        |
| 13  | Armand Nerger       | Honda            |           |        |
| 14  | Heinrich Rosenbusch | Norton           |           |        |
| 15  | Hans-Otto Butenuth  | BMW              |           |        |
| 16  | Rupert Bauer        | BMW              |           |        |
| 17  | Rolf Thiemig        | Norton           |           |        |
| 18  | Willi Bertsch       | Honda            |           |        |

| Coureur           | Merk             | Oorzaak |
| ----------------- | ---------------- | ------- |
| Albert Hund       | Norton           |         |
| Otto Labitzke     | BMW              |         |
| Paul Eickelberg   | Norton           |         |
| Walter Scheimann  | Norton           |         |
| Billie Nelson     | Paton            |         |
| Maurice Hawthorne | Matchless        |         |
| György Kurucz     | Norton           |         |
| Alberto Pagani    | LinTo            |         |
| Angelo Bergamonti | Paton            |         |
| Bosse Granath     | Seeley-Matchless |         |

| Coureur             | Merk                    | Oorzaak |
| ------------------- | ----------------------- | ------- |
| Karl Auer           | Matchless               |         |
| Werner Bergold      | Matchless               |         |
| Wolfgang Stropek    | MV Agusta               |         |
| Ross Hannan         | Norton                  |         |
| Terry Dennehy       | Drixton-Honda           |         |
| Gilbert Argo        | Matchless               |         |
| Bohumil Staša       | ČZ                      |         |
| Günter Fischer      | Matchless               |         |
| Hannu Kuparinen     | Matchless               |         |
| Osmo Hansen         | Matchless               |         |
| Pentti Lehtelä      | Matchless               |         |
| André-Luc Appietto  | Paton                   |         |
| Alan Barnett        | Kirby-Métisse-Matchless |         |
| Alan Lawton         | Norton                  |         |
| Barry Scully        | Norton                  |         |
| Brian Steenson      | Seeley-Matchless        |         |
| Derek Woodman       | Seeley-Matchless        |         |
| John Trevor Findlay | Norton                  |         |
| John Williams       | Métisse-Matchless       |         |
| Lewis Young         | Matchless               |         |
| Malcolm Uphill      | Norton                  |         |
| Percy Tait          | Triumph                 |         |
| Peter Darvil        | Norton                  |         |
| Peter Williams      | Matchless               |         |
| Phil O'Brien        | Matchless               |         |
| Selwyn Griffiths    | Matchless               |         |
| Steve Ellis         | LinTo                   |         |
| Steve Jolly         | Seeley-Matchless        |         |
| Steve Spencer       | Métisse-Matchless       |         |
| Tom Dickie          | Kuhn-Seeley-Matchless   |         |
| Emanuele Maugliani  | Norton                  |         |
| Franco Trabalzini   | Paton                   |         |
| Paolo Campanelli    | Seeley-Matchless        |         |
| Silvano Bertarelli  | Paton                   |         |
| Theo Louwes         | Norton                  |         |
| Ginger Molloy       | Bultaco                 |         |
| Keith Turner        | LinTo                   |         |
| Jack Lindh          | Seeley-Matchless        |         |
| Endel Kiisa         | Vostok                  |         |

### Top tien tussenstand 500cc-klasse
| Pos | Coureur           | Merk        | Ptn |
| --- | ----------------- | ----------- | --- |
| 1   | Giacomo Agostini  | MV Agusta   | 30  |
| 2   | Gyula Marsovszky  | LinTo       | 13  |
| 3   | Angelo Bergamonti | Paton       | 12  |
| 3   | Karl Hoppe        | Métisse-URS | 12  |
| 5   | Jack Findlay      | LinTo       | 10  |
| 5   | Ginger Molloy     | Bultaco     | 10  |
| 7   | John Dodds        | LinTo       | 8   |
| 7   | Godfrey Nash      | Norton      | 8   |
| 9   | Rob Fitton        | Norton      | 6   |
| 10  | Günter Fischer    | Matchless   | 5   |

## 350cc-klasse
Ook in Duitsland kwam er geen duel tussen Renzo Pasolini en Giacomo Agostini, want in de training brak "Paso" een sleutelbeen. Rodney Gould (Yamaha TR 2) was al snelste weg, maar werd al snel ingehaald door Agostini, die het rustig aan kón doen, maar dat niet deed: hij verbeterde het oude ronderecord van Mike Hailwood. De Jawa van Bill Ivy bleef dit keer heel en hij werd tweede, nog in dezelfde ronde. František Šťastný werd met een Jawa derde, maar had een ronde achterstand.

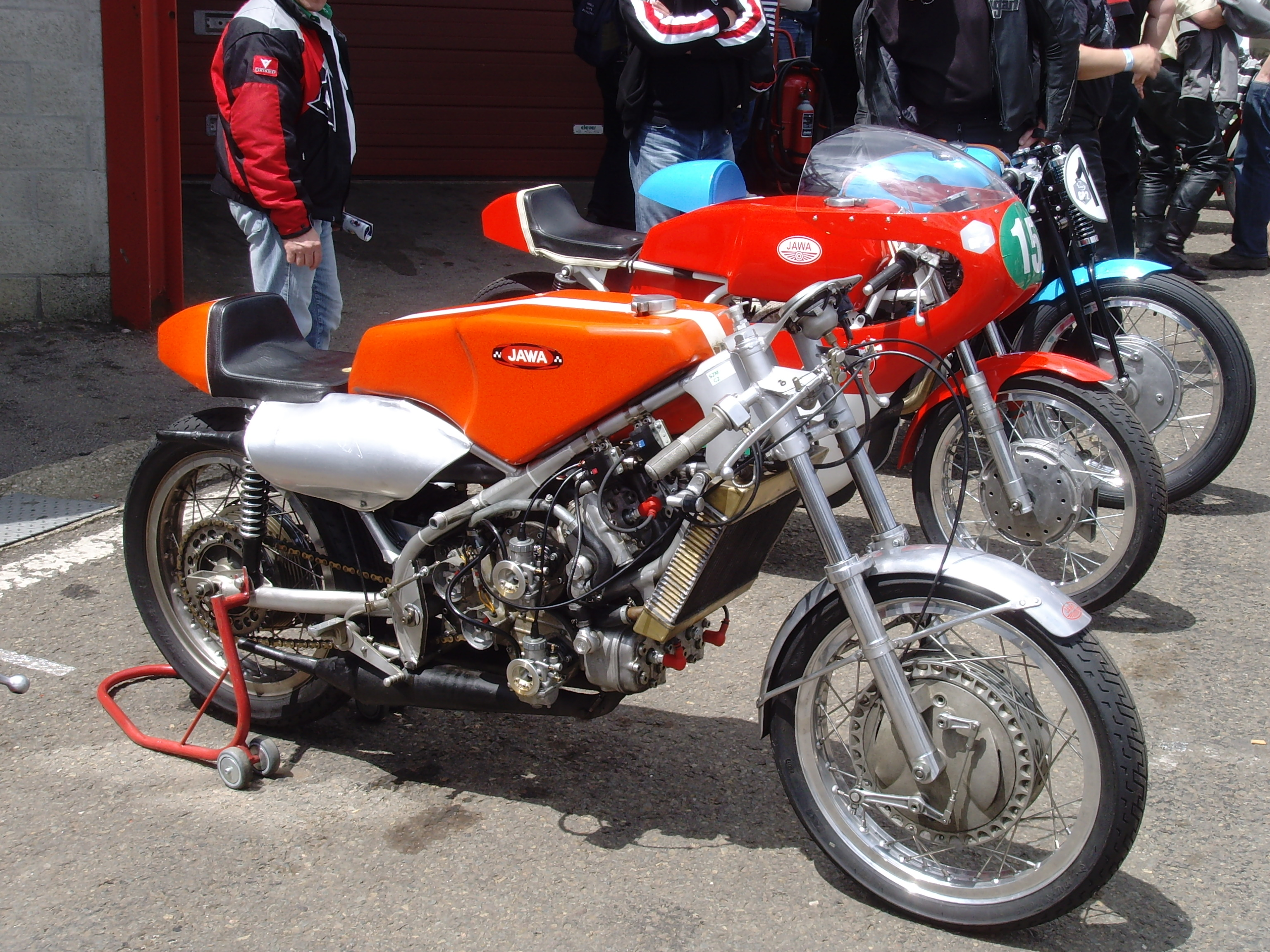
De Jawa 350 cc V4 van Bill Ivy bleef heel en bleek tamelijk snel te zijn.

| Pos | Coureur           | Merk      | Tijd      | Punten |
| --- | ----------------- | --------- | --------- | ------ |
| 1   | Giacomo Agostini  | MV Agusta | 51"58'7   | 15     |
| 2   | Bill Ivy          | Jawa      | +20'2     | 12     |
| 3   | František Šťastný | Jawa      | +1 ronde  | 10     |
| 4   | Jack Findlay      | Yamaha    | +1 ronde  | 8      |
| 5   | Giuseppe Visenzi  | Yamaha    | +1 ronde  | 6      |
| 6   | Kel Carruthers    | Aermacchi | +2 ronden | 5      |
| 7   | Bohumil Staša     | ČZ        |           | 4      |
| 8   | Karel Bojer       | ČZ        |           | 3      |
| 9   | Gordon Keith      | Yamaha    |           | 2      |
| 10  | Dave Simmonds     | Kawasaki  |           | 1      |

| Coureur        | Merk    | Oorzaak  |
| -------------- | ------- | -------- |
| Renzo Pasolini | Benelli | Blessure |

| Coureur      | Merk   | Oorzaak |
| ------------ | ------ | ------- |
| Rodney Gould | Yamaha | Motor   |

| Coureur             | Merk              |
| ------------------- | ----------------- |
| Brian Smith         | Aermacchi         |
| Herbert Denzler     | Aermacchi         |
| Ivar Sauter         | Aermacchi         |
| Heinz Rosner        | MZ                |
| Adolf Ohligschläger | Yamaha            |
| Günter Fischer      | Aermacchi         |
| Karl Hoppe          | Yamaha            |
| Walter Scheimann    | Yamaha            |
| Hannu Kuparinen     | Yamaha            |
| Martti Pesonen      | Yamaha            |
| Bill Smith          | Honda             |
| Billie Guthrie      | Yamaha            |
| Billie McCosh       | Aermacchi         |
| Billie Nelson       | Aermacchi         |
| Brian Steenson      | Aermacchi         |
| Cecil Crawford      | Aermacchi         |
| Cliff Carr          | Yamaha            |
| Dave Degens         | Aermacchi         |
| Godfrey Nash        | Norton            |
| Jerry Lancaster     | Drixton-Aermacchi |
| Jim Curry           | Métisse-Aermacchi |
| John Trevor Findlay | Norton            |
| Lewis Young         | Aermacchi         |
| Maurice Hawthorne   | Métisse-Aermacchi |
| Mike Hatherill      | Aermacchi         |
| Phil Read           | Yamaha            |
| Rob Fitton          | Norton            |
| Roy Graham          | Aermacchi         |
| Selwyn Griffiths    | AJS               |
| Terry Grotefeld     | Yamaha            |
| Tom Dickie          | Seeley-AJS        |
| Tommy Robb          | Aermacchi         |
| Tony Rutter         | Yamaha            |
| János Drapál        | Aermacchi         |
| Bruno Spaggiari     | Ducati            |
| Gilberto Milani     | Aermacchi         |
| Silvano Bertarelli  | Aermacchi         |
| Silvio Grassetti    | Yamaha            |
| Jan Kostwinder      | Yamaha            |
| Leo Commu           | Yamaha            |
| Ginger Molloy       | Bultaco           |
| Marty Lunde         | Yamaha            |

### Top tien tussenstand 350cc-klasse
| Pos | Coureur             | Merk      | Ptn |
| --- | ------------------- | --------- | --- |
| 1   | Giacomo Agostini    | MV Agusta | 30  |
| 2   | Kel Carruthers      | Aermacchi | 17  |
| 3   | Giuseppe Visenzi    | Yamaha    | 16  |
| 4   | Jack Findlay        | Yamaha    | 14  |
| 5   | Bill Ivy            | Jawa      | 12  |
| 6   | František Šťastný   | Jawa      | 10  |
| 7   | Ginger Molloy       | Bultaco   | 8   |
| 8   | Herbert Denzler     | Aermacchi | 5   |
| 9   | Adolf Ohligschläger | Yamaha    | 4   |
| 9   | Bohumil Staša       | ČZ        | 4   |

## 250cc-klasse
Op de snelle baan van Hockenheim leken vooral de 250cc-machines het moeilijk te hebben, want van de 35 starters kwamen er slechts 13 aan de eindstreep. Steeds weer vielen belangrijke coureurs uit: Heinz Rosner (MZ), Santiago Herrero (Ossa), Dieter Braun (MZ) en László Szabó (MZ). Kent Andersson won de race, Lothar John (Yamaha) werd tweede en Klaus Huber (Yamaha) werd derde. Het begon nu wel duidelijk te worden dat de Yamaha TD 2 productieracer moeilijk te verslaan was.

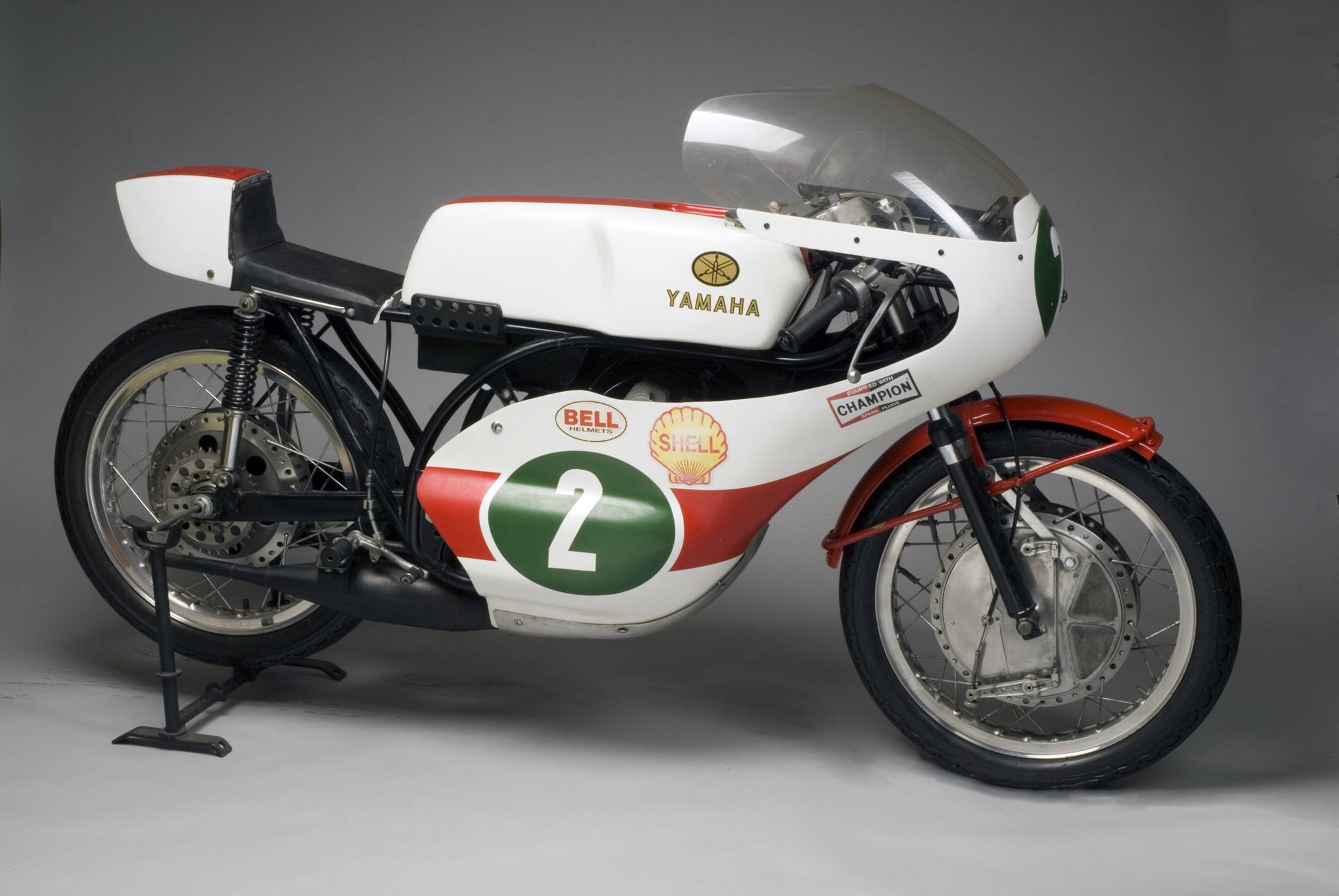
Yamaha TD 2

| Pos | Coureur           | Merk      | Tijd    | Punten |
| --- | ----------------- | --------- | ------- | ------ |
| 1   | Kent Andersson    | Yamaha    | 57"18'3 | 15     |
| 2   | Lothar John       | Yamaha    | +8'3    | 12     |
| 3   | Klaus Huber       | Yamaha    | +1"12'9 | 10     |
| 4   | Frank Perris      | Suzuki    | +1"26'1 | 8      |
| 5   | Toni Gruber       | Yamaha    | +1"35'8 | 6      |
| 6   | Angelo Bergamonti | Aermacchi | +1"36'9 | 5      |
| 7   | Reinhard Scholtis | Kawasaki  |         | 4      |
| 8   | Siegfried Lohmann | Suzuki    |         | 3      |
| 9   | Billie Nelson     | Yamaha    |         | 2      |
| 10  | František Šťastný | Jawa      |         | 1      |

| Coureur        | Merk    | Oorzaak  |
| -------------- | ------- | -------- |
| Renzo Pasolini | Benelli | Blessure |

| Coureur          | Merk | Oorzaak |
| ---------------- | ---- | ------- |
| Heinz Rosner     | MZ   | Motor   |
| Dieter Braun     | MZ   |         |
| Santiago Herrero | Ossa |         |
| László Szabó     | MZ   |         |

| Coureur           | Merk            |
| ----------------- | --------------- |
| Heinz Kriwanek    | Suzuki          |
| Eric Hinton       | Yamaha          |
| Jack Findlay      | Yamaha          |
| Kel Carruthers    | Benelli         |
| Gyula Marsovszky  | Yamaha          |
| Karel Bojer       | ČZ              |
| Günter Bartusch   | MZ              |
| Carlos Giró       | Ossa            |
| Martti Pesonen    | Yamaha          |
| Matti Salonen     | Yamaha          |
| Pentti Korhonen   | Yamaha          |
| Teuvo Länsivuori  | Yamaha          |
| Christian Ravel   | Yamaha          |
| Jean Auréal       | Yamaha          |
| Billie Guthrie    | Yamaha          |
| Chas Mortimer     | Yamaha          |
| Dave Simmonds     | Kawasaki        |
| Derek Chatterton  | Yamaha          |
| Dick Pipes        | Yamaha          |
| Frank Whiteway    | Suzuki          |
| Ian Richards      | Yamaha          |
| Jerry Lancaster   | Yamaha          |
| John Ringwood     | Yamaha          |
| Mick Chatterton   | Yamaha          |
| Phil Read         | Benelli         |
| Ray McCullough    | Yamaha          |
| Rodney Gould      | Yamaha          |
| Stan Woods        | Yamaha          |
| Tony Rutter       | Yamaha          |
| Eugenio Lazzarini | Benelli         |
| Gilberto Parlotti | Benelli         |
| Giuseppe Visenzi  | Yamaha          |
| Silvio Grassetti  | Yamaha          |
| Walter Villa      | Villa           |
| Keith Turner      | Aermacchi       |
| Gordon Keith      | Yamaha          |
| Börje Jansson     | Kawasaki-Yamaha |

### Top tien tussenstand 250cc-klasse
| Pos | Coureur           | Merk            | Ptn |
| --- | ----------------- | --------------- | --- |
| 1   | Kent Andersson    | Yamaha          | 27  |
| 2   | Santiago Herrero  | Ossa            | 15  |
| 3   | Lothar John       | Yamaha          | 12  |
| 4   | Klaus Huber       | Yamaha          | 10  |
| 4   | Börje Jansson     | Kawasaki-Yamaha | 10  |
| 6   | Frank Perris      | Suzuki          | 8   |
| 6   | Martti Pesonen    | Yamaha          | 8   |
| 8   | Toni Gruber       | Yamaha          | 6   |
| 8   | Giuseppe Visenzi  | Yamaha          | 6   |
| 10  | Angelo Bergamonti | Aermacchi       | 5   |
| 10  | Heinz Rosner      | MZ              | 5   |

## 125cc-klasse
In Duitsland viel van Cees van Dongen uit. De strijd om de eerste plaats ging tussen Dave Simmonds (Kawasaki) en Dieter Braun (Suzuki), die eerste en tweede werden. Heinz Rosner (MZ (Zschopau)|MZ) verloor op het laatste moment zijn derde plaats aan Heinz Kriwanek (zelfbouw Rotax). Rosner's motor was vastgelopen, maar hij werd toch nog vijfde. Dieter Braun had de Suzuki RT 67 van Hans Georg Anscheidt gekocht voor 35.000 gulden. Ook Cees van Dongen had een dergelijke Suzuki-twin, maar die was een jaar ouder. Van Dongen werd echter goed gesteund door Henk Viscaal, die ook alle reservedelen van Anscheidt had gekocht. Daar kwam Dieter Braun ook achter: hij was gedwongen zijn Suzuki aan Viscaal te verkopen, op voorwaarde dat hij er in 1969 nog op mocht rijden. In Assen was zijn Suzuki dan ook al in de kleuren van Motor Racing Team Nederland gespoten.
| Pos | Coureur            | Merk      | Tijd     | Punten |
| --- | ------------------ | --------- | -------- | ------ |
| 1   | Dave Simmonds      | Kawasaki  | 44"13'5  | 15     |
| 2   | Dieter Braun       | Suzuki    | +2'2     | 12     |
| 3   | Heinz Kriwanek     | Rotax     | +2"27'6  | 10     |
| 4   | Lothar John        | MZ        | +2"29'7  | 8      |
| 5   | Heinz Rosner       | MZ        | +2"31'5  | 6      |
| 6   | Jan Huberts        | MZ        | +1 ronde | 5      |
| 7   | Walter Scheimann   | Villa     |          | 4      |
| 8   | Ryszard Mankiewicz | MZ        |          | 3      |
| 9   | Börje Jansson      | Maico     |          | 2      |
| 10  | Kel Carruthers     | Aermacchi |          | 1      |

| Coureur         | Merk   | Oorzaak |
| --------------- | ------ | ------- |
| Cees van Dongen | Suzuki |         |

| Coureur               | Merk      |
| --------------------- | --------- |
| Barry Smith           | Derbi     |
| John Dodds            | Aermacchi |
| Bruno Veigel          | Honda     |
| Herbert Denzler       | Honda     |
| Jean Campiche         | Honda     |
| Eberhard Mahler       | MZ        |
| Friedhelm Kohlar      | MZ        |
| Günter Bartusch       | MZ        |
| Hartmut Bischoff      | MZ        |
| Thomas Heuschkel      | MZ        |
| Siegfried Lohmann     | MZ        |
| Enrique Escuder       | Bultaco   |
| Ramón Galí            | Bultaco   |
| Pertti Leinonen       | Honda     |
| Seppo Kangasniemi     | MZ        |
| Daniel Crivello       | Maico     |
| Jacques Roca          | Derbi     |
| Jean Auréal           | Yamaha    |
| Jean-François Chaffin | Villa     |
| Pierre Viura          | Maico     |
| Bob Coulter           | Bultaco   |
| Carl Ward             | Honda     |
| Charles Garner        | Bultaco   |
| Chas Mortimer         | Villa     |
| Gary Dickinson        | Honda     |
| Jerry Lancaster       | Honda     |
| Jim Curry             | Honda     |
| John Kiddie           | Honda     |
| John Shacklady        | Bultaco   |
| Steve Murray          | Honda     |
| Tom Loughridge        | Bultaco   |
| Tommy Robb            | Bultaco   |
| János Reisz           | MZ        |
| László Szabó          | MZ        |
| Francesco Villa       | Villa     |
| Giuseppe Mandolini    | Villa     |
| Silvano Bertarelli    | Aermacchi |
| Walter Villa          | Villa     |
| Jean-Louis Pasquier   | Bultaco   |
| Lous van Rijswijk jr. | Yamaha    |
| Ginger Molloy         | Bultaco   |
| Bosse Granath         | MZ        |
| Kent Andersson        | Maico     |

### Top tien tussenstand 125cc-klasse
| Pos | Coureur         | Merk      | Ptn |
| --- | --------------- | --------- | --- |
| 1   | Cees van Dongen | Suzuki    | 15  |
| 1   | Dave Simmonds   | Kawasaki  | 15  |
| 3   | Kent Andersson  | Maico     | 12  |
| 3   | Dieter Braun    | Suzuki    | 12  |
| 5   | Heinz Kriwanek  | Rotax     | 10  |
| 5   | Walter Villa    | Villa     | 10  |
| 7   | Enrique Escuder | Bultaco   | 8   |
| 7   | Lothar John     | MZ        | 8   |
| 9   | Kel Carruthers  | Aermacchi | 6   |
| 9   | Heinz Rosner    | MZ        | 6   |
| 9   | Bruno Veigel    | Honda     | 6   |

## 50cc-klasse
Na de Grand Prix van Spanje had Jan Thiel al snel ontdekt wat de oorzaak was van het slechte lopen van de Jamathi van Paul Lodewijkx en vol goede moed toog men naar Hockenheim. Paul trainde echter zeer slecht en reed in de race van de 22e naar de 4e plaats toen zijn motor weer kapotging. Ingenieur Johann Hilber van de Kreidler-fabriek stond tijdens de trainingen verbaasd te kijken wat de privé-initiatieven met zijn machines vermochten. Voor Nederland en Kreidler was het toch weer een succes: Aalt Toersen won opnieuw, Jan de Vries werd tweede en Barry Smith werd met de Derbi derde. Na de race protesteerde het team van Derbi opnieuw (na het mislukte protest tegen de Jamathi van Paul Lodewijkx in 1968). Dit keer moest de Tomos van Gilberto Parlotti gewogen worden om te controleren of het minimale gewicht van 60 kg wel gehaald werd. De organisatie moest daarop een bascule bij een aardappelhandel lenen om de motorfiets te kunnen wegen. Ook dit Spaanse protest bleek ongegrond te zijn.
| Pos | Coureur              | Merk              | Tijd     | Punten |
| --- | -------------------- | ----------------- | -------- | ------ |
| 1   | Aalt Toersen         | Van Veen-Kreidler | 44"28'7  | 15     |
| 2   | Jan de Vries         | Van Veen-Kreidler | +1"19'3  | 12     |
| 3   | Barry Smith          | Derbi             | +2"06'2  | 10     |
| 4   | Winfried Reinhard    | Reimo             | +2"55'3  | 8      |
| 5   | Gilberto Parlotti    | Tomos             | +1 ronde | 6      |
| 6   | Ludwig Faßbender     | Kreidler          | +1 ronde | 5      |
| 7   | Janko-Florijan Štefe | Tomos             |          | 4      |
| 8   | Herbert Denzler      | Kreidler          |          | 3      |
| 9   | Rudolf Schmälzle     | Kreidler          |          | 2      |
| 10  | Gerhard Thurow       | Kreidler          |          | 1      |

| Coureur        | Merk    | Oorzaak |
| -------------- | ------- | ------- |
| Ángel Nieto    | Derbi   |         |
| Paul Lodewijkx | Jamathi |         |

| Coureur               | Merk          |
| --------------------- | ------------- |
| Jakob Unterladstätter | KTM           |
| Bruno Veigel          | Honda         |
| Rudolf Kunz           | Kreidler      |
| Juan Bordons          | Derbi         |
| Santiago Herrero      | Derbi         |
| André Millard         | Kreidler      |
| Charly Dubois         | Kreidler      |
| Jacques Roca          | Derbi         |
| Arthur Lawn           | Honda         |
| Barrie Dickinson      | Garelli       |
| Chris Walpole         | Garelli       |
| Fran Redfern          | Honda         |
| Frank Whiteway        | Crooks-Suzuki |
| John Lawley           | Honda         |
| Luke Lawlor           | Derbi         |
| Stuart Aspin          | Meurs-Garelli |
| Eugenio Lazzarini     | Morbidelli    |
| Franco Ringhini       | Morbidelli    |
| Giovanni Lombardi     | Guazzoni      |
| Luigi Rinaudo         | Tomos         |
| Silvano Bertarelli    | Minarelli     |
| Jean-Louis Pasquier   | Derbi         |
| Cees van Dongen       | Kreidler      |
| Jan Huberts           | Kreidler      |
| Jos Schurgers         | Kreidler      |
| Martin Mijwaart       | Jamathi       |
| Adrijan Bernetic      | Tomos         |
| Anton Kralj           | Tomos         |

### Top tien tussenstand 50cc-klasse
| Pos | Coureur               | Merk              | Ptn |
| --- | --------------------- | ----------------- | --- |
| 1   | Aalt Toersen          | Van Veen-Kreidler | 30  |
| 2   | Jan de Vries          | Van Veen-Kreidler | 22  |
| 3   | Gilberto Parlotti     | Tomos             | 14  |
| 4   | Ángel Nieto           | Derbi             | 12  |
| 5   | Barry Smith           | Derbi             | 10  |
| 6   | Winfried Reinhard     | Reimo             | 8   |
| 7   | Herbert Denzler       | Kreidler          | 7   |
| 8   | Giovanni Lombardi     | Guazzoni          | 6   |
| 9   | Ludwig Faßbender      | Kreidler          | 5   |
| 9   | Jakob Unterladstätter | KTM               | 5   |

## Zijspanklasse
In de eerste zijspan Grand Prix in Duitsland liep het niet goed met de URS van Helmut Fath en Wolfgang Kalauch: Hij startte als snelste, maar na de eerste ronde stopte Fath. Tussentijds reed hij nog een keer een ronde om opnieuw de pit op te zoeken. Pas toen er al 10 van de 15 ronden gereden waren kwam hij weer de baan op, kennelijk om de snelste ronde te rijden, wat ook lukte. Intussen wonnen Klaus Enders/Ralf Engelhardt met hun BMW. Zij werden nog enige tijd bedreigd door Georg Auerbacher/Hermann Hahn, maar die vielen in de zesde ronde uit. Franz Linnarz/Rudolf Kühnemund werden tweede en Arsenius Butscher/Josef Huber werden derde.
| Pos | Coureur              | Bakkenist        | Merk             | Tijd    | Punten |
| --- | -------------------- | ---------------- | ---------------- | ------- | ------ |
| 1   | Klaus Enders         | Ralf Engelhardt  | BMW              | 38"56'3 | 15     |
| 2   | Franz Linnarz        | Rudolf Kühnemund | BMW              | +26'4   | 12     |
| 3   | Arsenius Butscher    | Josef Huber      | BMW              |         | 10     |
| 4   | Helmut Lünemann      | Neil Caddow      | BMW              |         | 8      |
| 5   | Jean-Claude Castella | Albert Castella  | BMW              |         | 6      |
| 6   | Tony Wakefield       | John Flaxman     | BMW              |         | 5      |
| 7   | Onbekend             | Onbekend         | Onbekend         |         | 4      |
| 8   | Siegfried Schauzu    | Horst Schneider  | BMW              |         | 3      |
| 9   | Hans Hänni           | Kurt Barfuss     | BMW              |         | 2      |
| 10  | Dick Hawes           | John Mann        | Seeley-Matchless |         | 1      |

| Coureur          | Bakkenist        | Merk | Oorzaak |
| ---------------- | ---------------- | ---- | ------- |
| Georg Auerbacher | Hermann Hahn     | BMW  |         |
| Helmut Fath      | Wolfgang Kalauch | URS  |         |

| Coureur               | Bakkenist                  | Merk    |
| --------------------- | -------------------------- | ------- |
| Max Hauri             | Heinz Hausamann            | BMW     |
| Heinz Luthringshauser | Geoff Hughes               | BMW     |
| Hermann Binding       | Helmut Fleck               | BMW     |
| Richard Wegener       | Adi Heinrichs              | BMW     |
| Jaakko Palomäki       | Jussi Ahlbäck              | BMW     |
| Kenneth Calenius      | Juhani Vesterinen          | BMW     |
| Leif Aurosell         | Jouko Ryhänen              | BMW     |
| André Cailletet       | Jean-Paul Coquic           | BMW     |
| Joseph Duhem          | François Fernandez         | BMW     |
| Bill Copson           | Dane Rowe                  | BMW     |
| Dennis Keen           | Mac Witherspoon            | Triumph |
| Graham Milton         | John Thornton              | BMW     |
| Jack Philpott         | Bill Turrington            | Norton  |
| Jeff Gawley           | Frank Knights              | BSA     |
| Mick Potter           | John Fiddaman              | Triumph |
| Norman Hanks          | Rose Arnold                | BSA     |
| Peter Kielty          | V. Sherriffs               | Triumph |
| Stuart Applegate      | Rob Appleton               | BMW     |
| Tony Harris           | Brian Harris               | Triumph |
| Herman Oosterloo      | Karel Hermans              | BMW     |
| Ruben Bjarnemark      | Marianne Kjellmodin-Hansen | BMW     |

### Top tien tussenstand zijspanklasse
Conform wedstrijduitslag
1925 · 1926 · 1927 · 1928 · 1929 · 1930 · 1931 · 1933 · 1934 · 1935 · 1936 · 1937 · 1938 · 1939 · 1949 · 1950 · 1951 · 1952 · 1953 · 1954 · 1955 · 1956 · 1957 · 1958 · 1959 · 1960 · 1961 · 1962 · 1963 · 1964 · 1965 · 1966 · 1967 · 1968 · 1969 · 1970 · 1971 · 1972 · 1973 · 1974 · 1975 · 1976 · 1977 · 1978 · 1979 · 1980 · 1981 · 1982 · 1983 · 1984 · 1985 · 1986 · 1987 · 1988 · 1989 · 1990 · 1991 · 1992 · 1993 · 1994 · 1995 · 1996 · 1997 · 1998 · 1999 · 2000 · 2001 · 2002 · 2003 · 2004 · 2005 · 2006 · 2007 · 2008 · 2009 · 2010 · 2011 · 2012 · 2013 · 2014 · 2015 · 2016 · 2017 · 2018 · 2019 · 2021 · 2022 · 2023 · 2024 · 2025